# Saat-Esparsette
Die Saat-Esparsette (Onobrychis viciifolia), auch Futter-Esparsette genannt, in früheren Jahrhunderten zuweilen Esparcette, ist eine Pflanzenart aus der Gattung der Esparsetten (Onobrychis) in der Unterfamilie der Schmetterlingsblütler (Faboideae). Ihre Verwendung erfolgt vor allem als Trockenfutterpflanze und als Bodenverbesserer. 

## Beschreibung

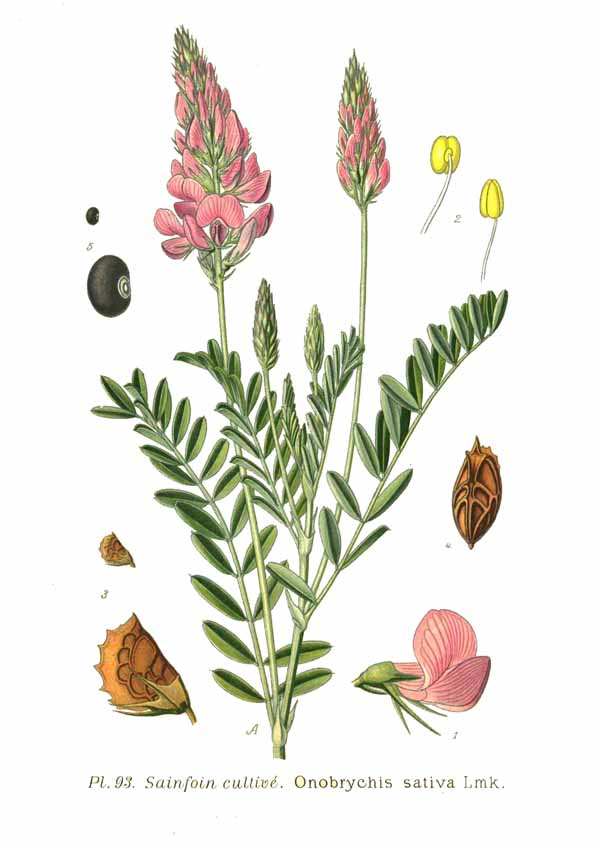
Illustration

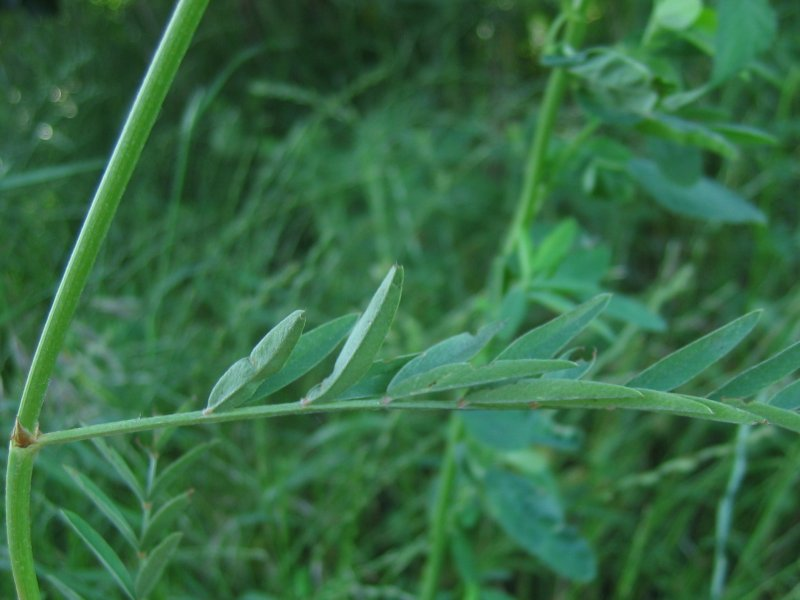
Nebenblatt und gefiedertes Laubblatt

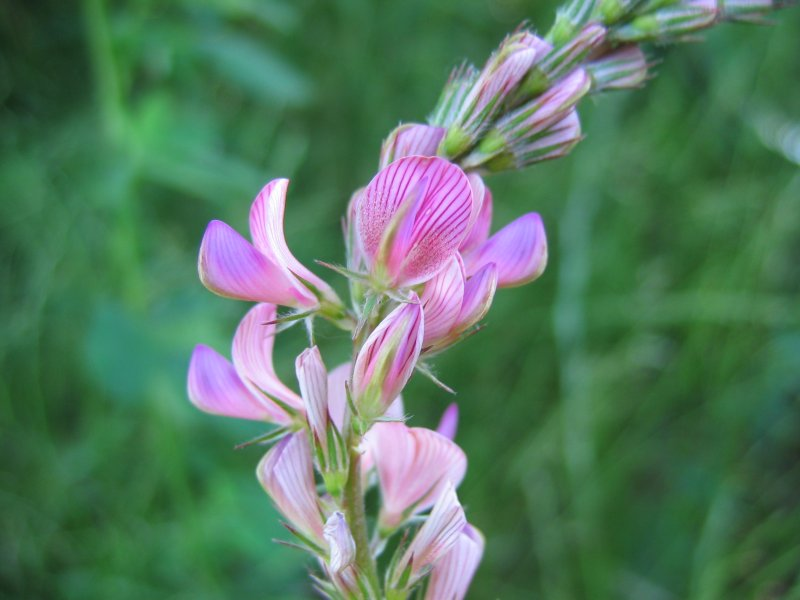
Ausschnitt eines Blütenstandes mit zygomorphen Blüten

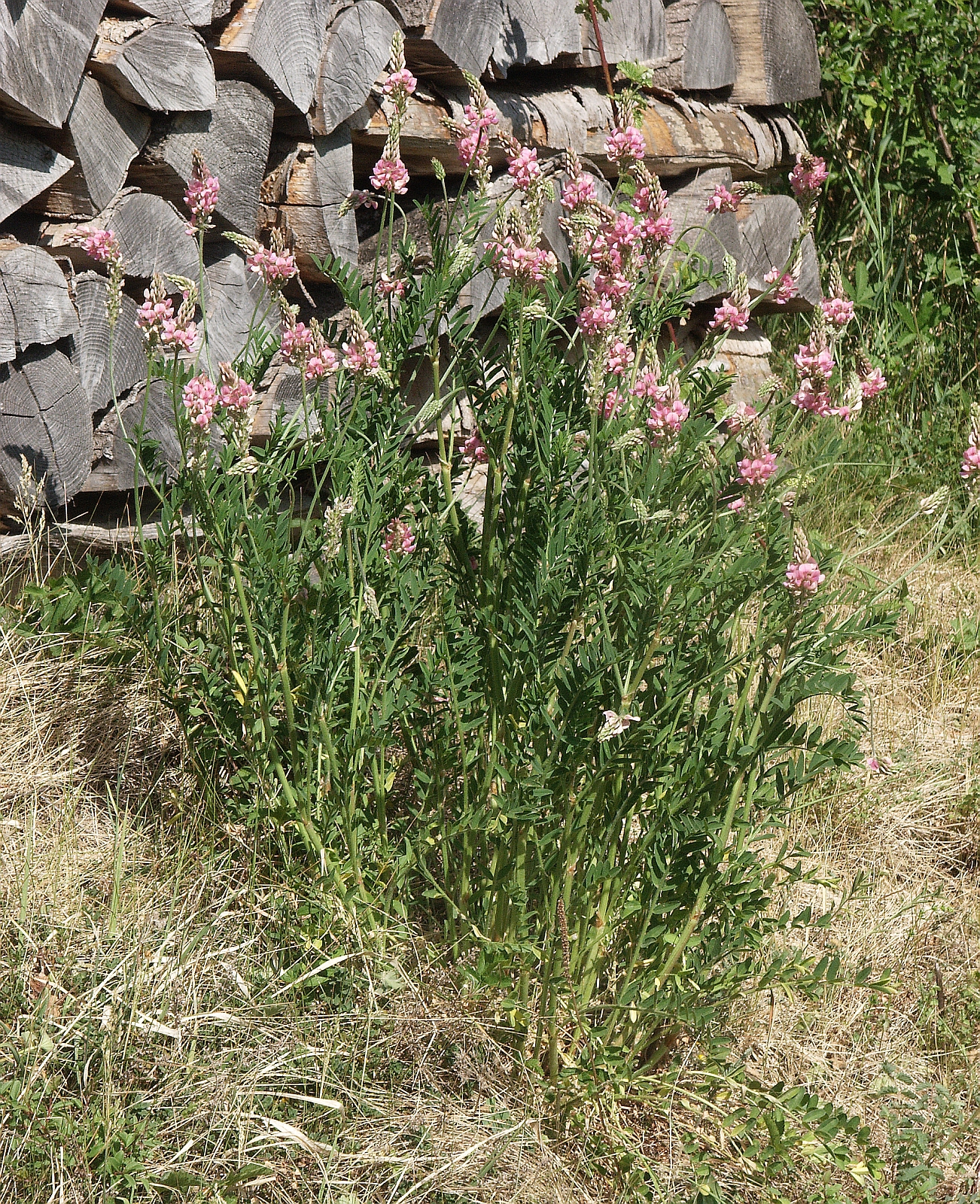
Saat-Esparsette (Onobrychis viciifolia)

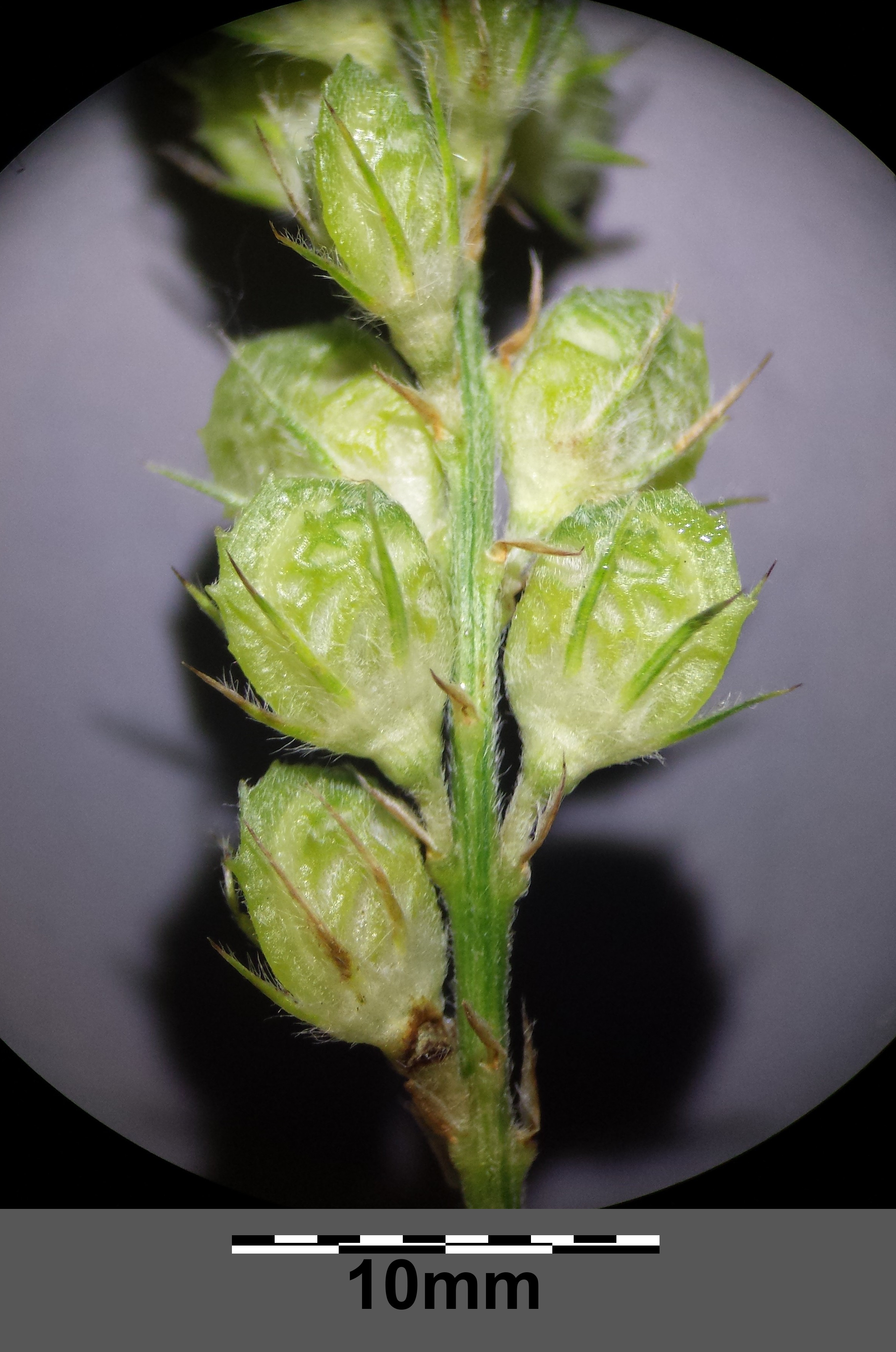
Junger Fruchtstand

### Erscheinungsbild und Blatt
Die Saat-Esparsette wächst als ausdauernde krautige Pflanze und erreicht Wuchshöhen von 30 bis 90 Zentimetern. Der Stängel ist aufrecht. Die wechselständig angeordneten Laubblätter sind in Blattstiel und -spreite gegliedert. Die unpaarig gefiederte Blattspreite besitzt sechs bis zwölf Fiederpaare. Die kurz gestielten und ganzrandigen, feinstachelspitzigen Fiederblättchen sind bei einer Länge von 15 bis 25 Millimetern sowie einer Breite von 4 bis 7 Millimetern eilanzettlich bis elliptisch, länglich. 

### Blütenstand, Blüte und Frucht
Der lang gestielte, achselständige und dichtblütige, traubige Blütenstand ist vor dem Aufblühen eilänglich geformt, am oberen Ende abgerundet und zur Blütezeit etwa 1,5 bis 3 Zentimeter breit. Die Blütenstiele sind nur 1 bis 1,5 Millimeter lang. Die Tragblätter sind 3,5 bis 4 Millimeter lang und nur wenig kürzer als der Kelch.
Die zwittrigen Blüten sind zygomorph und fünfzählig mit doppelter Blütenhülle. Die fünf Kelchblätter sind wollig behaart. Die vorwiegend rosafarbenen und mit wenigen weißen Schattierungen gezeichneten Kronblätter sind 10 bis 14 Millimeter lang und stehen in der typischen Form der Schmetterlingsblüten zusammen. Die Fahne ist etwa gleich lang wie das Schiffchen. Die stumpfen, oft purpurfarben geaderten Flügel sind 3 bis 4 Millimeter lang und kürzer als der Kelch.
Die kleinen und einsamigen, leicht behaarten, grubig genetzten Hülsenfrüchte im beständigen Kelch sind 6 bis 8 Millimeter lang und weisen einen mit sechs bis acht dicken bis zu 1 Millimeter langen Stacheln, Zähnen besetzten Kamm auf.
Die Blütezeit reicht von Mai bis Juli. Die Früchte reifen von Juli bis September.

### Chromosomenzahl
Die Chromosomenzahl beträgt 2n = 28.

## Ökologie
Die Saat-Esparsette ist ein Hemikryptophyt (Schaftpflanze), ein Rohbodenpionier und  ein Tiefwurzler, denn sie wurzelt zur Trockenheitsanpassung bis zu 4 Meter tief. Sie besitzt Wurzelknöllchen mit stickstoffbindenden Bakterien.
Blütenökologisch handelt es sich um schwach vormännliche „Schmetterlingsblumen mit Klappeinrichtung“. Die Fahne ist mit einer purpurfarbenen Äderung als Strichsaftmal ausgestattet. Beim Aufsitzen genügend schwerer Insekten klappt das Schiffchen herab, so dass der Bauch des Insekts mit Pollen bedeckt bzw. später von der Narbe berührt wird. In einem späteren Blühstadium werden die Griffel freigegeben. Nektar ist reichlich vorhanden und auch kurzrüsseligen Bienen zugänglich; die Pflanze ist also eine gute Bienenweide. So besucht Melitta dimidiata ausschließlich Esparsetten. Neben zahlreichen Bienenarten wurden auch Schmetterlinge und Schwebfliegen als Bestäuber beobachtet. Selbstbestäubung ist nicht möglich. Die Saat-Esparsette ist Futterpflanze des gefährdeten Esparsetten-Widderchens und des Kleinen Esparsetten-Bläulings.
Die Früchte bleiben mit ihrer stacheligen Oberfläche an Tieren hängen und werden so verschleppt (Klettausbreitung, Trampelklette). Wahrscheinlich erfolgt auch Zufallsausbreitung durch Huftiere.

## Vorkommen
Ursprünglich stammt die Saat-Esparsette aus dem Mittelmeerraum, Südosteuropa und Sibirien. Sie wurde mit der Besiedlung von Mitteleuropa vom Menschen mitgebracht und gilt dort deshalb als ein eingebürgerter Archäophyt. Im 18. Jahrhundert wurde sie in Mitteleuropa als Futterpflanze angebaut, sie ist dort unbeständig verwildert. Im mitteleuropäischen Tiefland fehlt sie fast vollständig, in den mitteleuropäischen Mittelgebirgen mit kalkarmem Gestein und in den Alpen mit kalkarmem Gestein fehlt sie gebietsweise; sonst tritt sie in Mitteleuropa zerstreut auf. In Deutschland ist die Saat-Esparsette nur relativ zerstreut verbreitet. Sie kommt im übrigen Europa und Westasien vor. In der Neuen Welt gilt sie als Neophyt.
Die Saat-Esparsette besiedelt sonnige Kalk-Magerrasen, Halbtrockenrasen, lichte Trockengebüsche, Wegränder und Böschungen. Sie gedeiht am besten auf warmen, kalkreichen, mäßig trockenen, meist tiefgründigen Lehm- und Lößböden. In den Allgäuer Alpen steigt sie in Vorarlberg am Hirschberg bei Bizau bis zu einer Höhenlage von 1500 Metern auf.
Nach Ellenberg ist sie eine Lichtpflanze, ein Wärmezeiger, subkontinental verbreitet, ein Trockniszeiger, stickstoffarme Stellen bevorzugend und eine Verbandscharakterart subozeanischer Halbtrockenrasen (Mesobromion). Sie gedeiht in Mitteleuropa vor allem in gemähten Halbtrockenrasen mit Bromus erectus.
Die ökologischen Zeigerwerte nach Landolt et al. 2010 sind in der Schweiz: Feuchtezahl F = 2 (mäßig trocken), Lichtzahl L = 4 (hell), Reaktionszahl R = 4 (neutral bis basisch), Temperaturzahl T = 4 (kollin), Nährstoffzahl N = 2 (nährstoffarm), Kontinentalitätszahl K = 4 (subkontinental).

## Taxonomie
Die Erstveröffentlichung von Onobrychis viciifolia erfolgte 1772 durch Giovanni Antonio Scopoli in Flora Carniolica Exhibens Plantas Carniolae Indigenas et Distributas... 2. Auflage Band 2 Seite 76. Der Gattungsname Onobrychis ist von den griechischen Wörtern ωνος onos „Esel“ und  βρύχειν brychein „beißen, fressen, mit den Zähnen knirschen“ abgeleitet. Das Artepitheton viciifolia bedeutet „wickenblättrig“. Synonyme für Onobrychis viciifolia Scop. sind: Hedysarum echinatum Gilib., Hedysarum onobrychis L., Onobrychis sativa Lam., Onobrychis viciifolia subsp. sativa Thell., Onobrychis viciifolia subsp. sativum (Lam.) Thell., Onobrychis vulgaris Hill.

## Verwendung
Die Futter-Esparsette ist eine eiweißreiche Trockenfutterpflanze und ein Bodenverbesserer. Sie wird von Pferden und Rindern gern gefressen. Als Weidepflanze wurde sie aber von anderen Pflanzen verdrängt, die zur Intensivnutzung besser geeignet waren. Der Anbau findet seit dem 16. Jahrhundert statt, er geht in neuerer Zeit jedoch stark zurück. Nach Helmut Gams in Gustav Hegi soll der Anbau wohl im 15. Jahrhundert in Südfrankreich begonnen worden sein. In Süddeutschland soll die Esparsette schon 1560, also noch vor der Luzerne angebaut worden sein. In Flandern und Brabant soll sie nach Rembert Dodoens 1576 in Botanischen Gärten ausgesät; nach Johann Gottlieb Gleditsch im gleichen Jahr in der Mark Brandenburg angebaut worden sein.
Nicht selten erfolgt auch eine Anpflanzung als Bodenverbesserer. Aufgrund ihres hohen Gehalts an Tannin wird ihr inzwischen auch heutzutage wieder größere Bedeutung als pflanzliches Wurmmittel in der Tierhaltung beigemessen.